# Ruperto del Palatinato
Ruperto, conte palatino del Reno, duca di Baviera, comunemente chiamato principe Ruperto del Reno (in tedesco: Ruprecht Pfalzgraf bei Rhein, Herzog von Bayern) (Praga, 17 dicembre 1619 – Westminster, 29 novembre 1682), è stato un generale e ammiraglio tedesco.
Era il più giovane figlio dell'elettore palatino Federico V e di Elisabetta Stuart, fratello maggiore dell'elettrice Sofia nonché nipote prediletto di Carlo I d'Inghilterra che lo creò duca di Cumberland e conte di Holderness.
La carriera di Ruperto fu piuttosto varia: in giovane età combatté contro la Spagna nei Paesi Bassi, terra d'esilio della sua famiglia. A ventitré anni fu nominato comandante della cavalleria dell'esercito realista dallo zio materno, re Carlo I Stuart nell'ambito della rivoluzione inglese. Sconfitto nella battaglia di Naseby, fu bandito dalle isole britanniche e seguì la famiglia reale inglese in esilio. In seguito esercitò la professione di bucaniere nei Caraibi. Dopo la restaurazione del cugino Carlo II Stuart nel 1660, poté fare ritorno in Inghilterra, dove si occupò di comando navale, divenendo il primo Governatore della Hudson's Bay Company. Si spense nel 1682, all'età di sessantadue anni.

## Biografia

### Primi anni

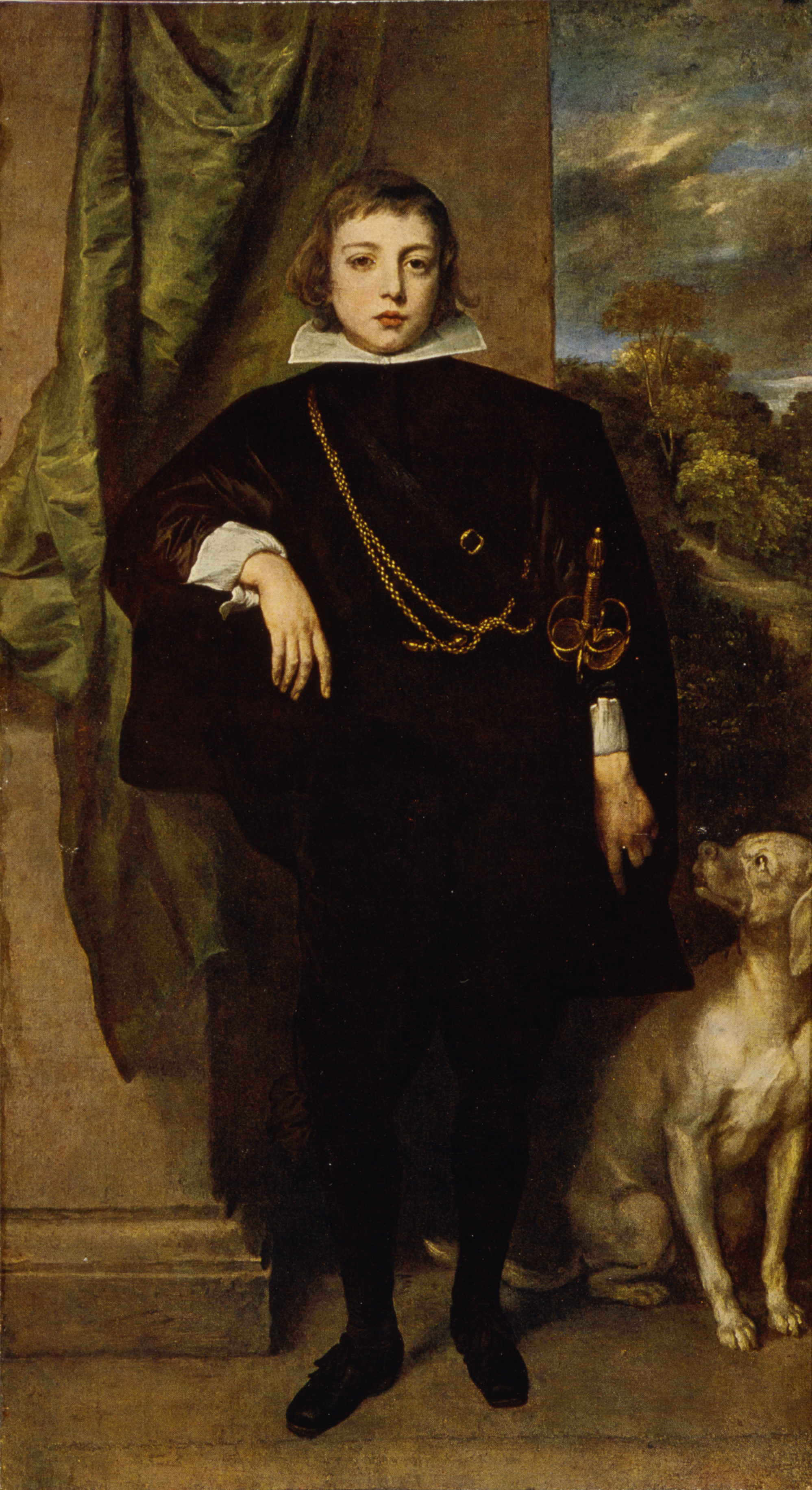
Ruperto in un ritratto di van Dyck eseguito durante l'esilio nei Paesi Bassi.

Ruperto nacque a Praga nel 1619, figlio dell'elettore palatino Federico V e di sua moglie, la principessa inglese Elisabetta Stuart; Elisabetta era infatti figlia del re d'Inghilterra Giacomo I Stuart. Un anno prima della nascita di Ruperto, nel 1618, si era verificato l'episodio della defenestrazione di Praga, che aveva dato inizio al conflitto decennale noto come Guerra dei Trent'anni. A qualche mese dalla sua nascita, il padre Federico V, di fede calvinista, era stato incoronato re di Boemia grazie all'appoggio di Inghilterra e Paesi Bassi.
Ben presto le truppe protestanti del Palatinato dovettero affrontare in campo aperto le forze cattoliche dell'imperatore Ferdinando II d'Asburgo, affidate al comando del Principe Elettore di Baviera Massimiliano. Nel 1620 i due schieramenti si affrontarono nella battaglia della Montagna Bianca, che si rivelò un disastro per le truppe protestanti. Federico V fu costretto alla fuga assieme alla famiglia e venne spogliato del titolo di re di Boemia e di Elettore Palatino: la storia lo ricorda per questo come il "Re d'inverno".
A poco più di un anno, quindi, Ruperto dovette seguire i genitori in esilio presso la corte olandese di Maurizio di Nassau. All'età di quattordici anni Ruperto seguì il principe Federico Enrico d'Orange in guerra, partecipando all'assedio di Rheinberg nel 1633 e a quello di Breda contro gli spagnoli al comando del generale genovese Ambrogio Spinola, il tutto nell'ambito della Guerra degli ottant'anni.
A diciannove anni combatté al fianco delle forze protestanti e della Francia durante l'invasione della Vestfalia; si distinse in particolare nella battaglia di Vlotho (17 ottobre 1638). Durante il corso del conflitto venne catturato e portato come prigioniero nella città di Linz, in Austria; nel corso della prigionia approfondì lo studio di tecniche militari. Venne poi liberato sulla parola nel 1641 con la promessa che non avrebbe mai più preso le armi contro il Sacro Romano Impero.
L'infanzia del principe non fu facile: la sua famiglia era stata spogliata di tutto, e possedeva solamente esigue rendite di mantenimento, e Ruperto era molto giovane quando morirono il suo fratello maggiore e suo padre. Nonostante questo fu un ottimo studente, specialmente nell'apprendimento delle scienze matematiche e delle lingue. Le fonti sono inoltre testimoni dell'aspetto fisico di Ruperto, che arrivò a misurare 6.4 piedi di altezza (più di 195 centimetri).

### La rivoluzione inglese

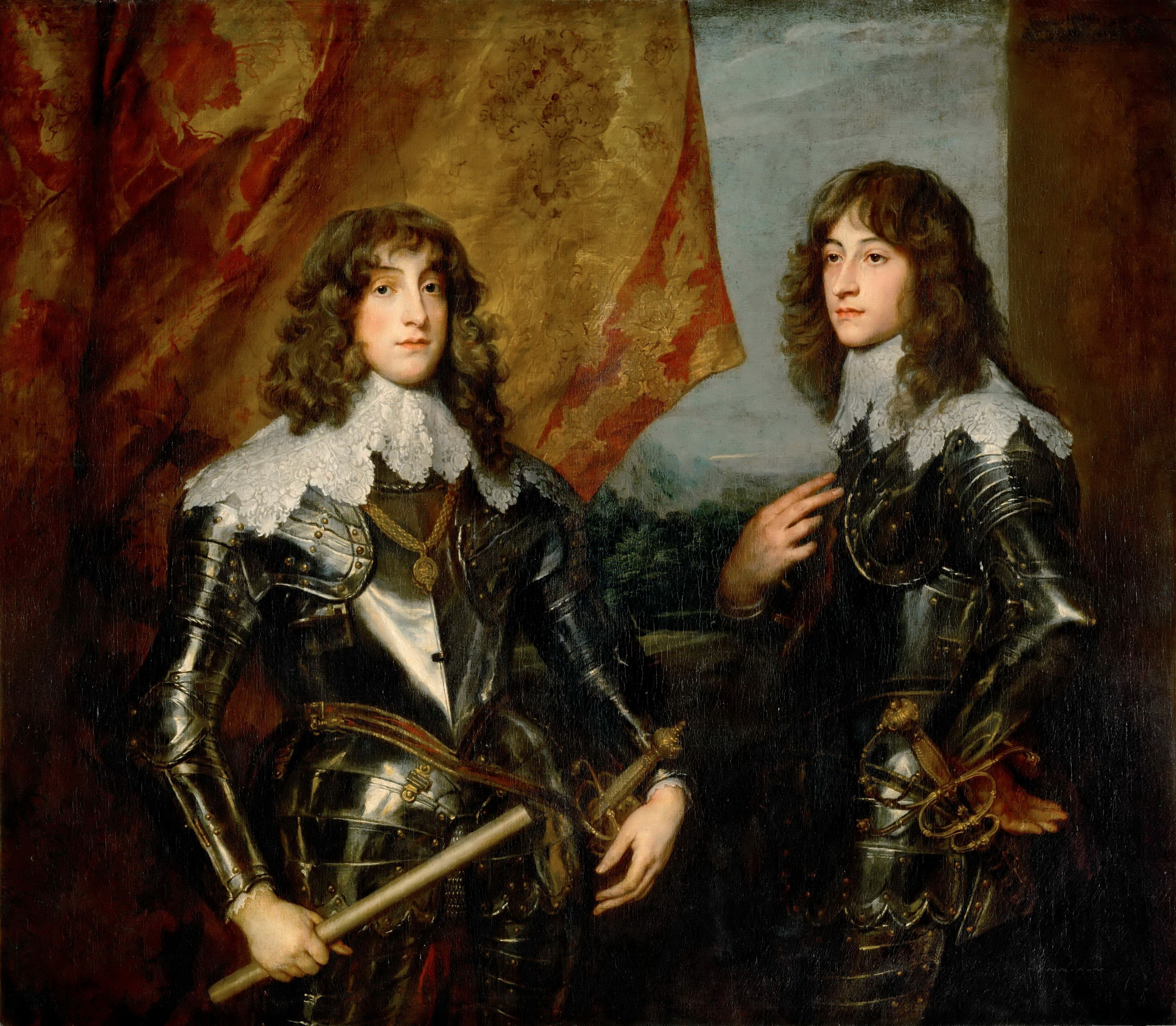
Ritratto di Carlo Ludovico e Rupert, principi palatini, opera di van Dyck; il dipinto venne realizzato durante il soggiorno inglese dei principi.

Negli anni che seguirono, Ruperto venne affidato al fratello maggiore Carlo Luigi, che aveva ereditato il titolo del padre. I due principi si recarono alla corte dello zio Carlo I Stuart, a Londra. Qui speravano di poter trovare aiuti economici per riprendere la guerra contro i nemici del Palatinato e per poter tornare a regnare a Praga. Ma Carlo I non fu in grado di fornire il suo aiuto ai giovani nipoti, coinvolto com'era nella tempesta politica che precedette la guerra civile inglese. Nel 1642, scoppiata la guerra, Ruperto seguì lo zio nella sua fuga da Londra, mentre Carlo Luigi stringeva amicizia con i parlamentari. Di lì a poco, ventitreenne, Ruperto ottenne la nomina a comandante in capo della cavalleria reale e confermò la sua fama di ottimo condottiero: prese Bristol ai parlamentari nel 1643 e fece togliere l'assedio a Newark a e York, prendendo possesso del suo castello, nel 1644. Nello stesso anno 1644 il re lo aveva insignito del titolo di duca di Cumberland, riservato ai principi del sangue appartenenti alla famiglia reale. Ruperto aveva ottenuto una vittoria anche nella battaglia di Powick Bridge e nella battaglia di Edgehill, che ebbe esito incerto, aveva guidato una formidabile carica della cavalleria.
Nel 1644 affrontò in campo aperto le truppe del Parlamento nella battaglia di Marston Moor durante la quale le truppe realiste subirono una pesante sconfitta. L'anno seguente, con la carica di General of the Royalist army, generale dell'esercito regio, riuscì a catturare la città di Leicester ma venne duramente sconfitto nella battaglia di Naseby. Dopo Naseby, cercò di convincere lo zio a fermare la guerra e a concludere la pace con il Parlamento. Ma Carlo I rifiutò le condizioni proposte dal nipote e lo sollevò da ogni incarico militare. Nel 1647 Ruperto fu costretto a lasciare l'Inghilterra, su decreto del Parlamento.

### La carriera navale
Dopo essere stato cacciato dall'Inghilterra Ruperto entrò a far parte dell'esercito francese, sino a quando non si riappacificò con lo zio Carlo I. Il re gli affidò il comando della flotta realista, che aveva lo scopo di contrastare le forze parlamentari sul mare e di impedire l'arrivo di eventuali rinforzi dal continente. Al comando della flotta, Ruperto forzò il blocco navale del Parlamento e si portò nel Mediterraneo, dove assaltò navi spagnole e genovesi. Nel 1650 si scontrò con la flotta rivoluzionaria comandata da Robert Blake, subendo una decisiva sconfitta. Il principe dovette così fuggire nei Caraibi, dove si dedicò ad attività piratesche. Si portò poi in Francia e in Germania, dove tentò, invano, di vedersi riconoscere i diritti sul Palatinato, che era tornato in possesso di suo fratello Carlo I Luigi.

### La restaurazione

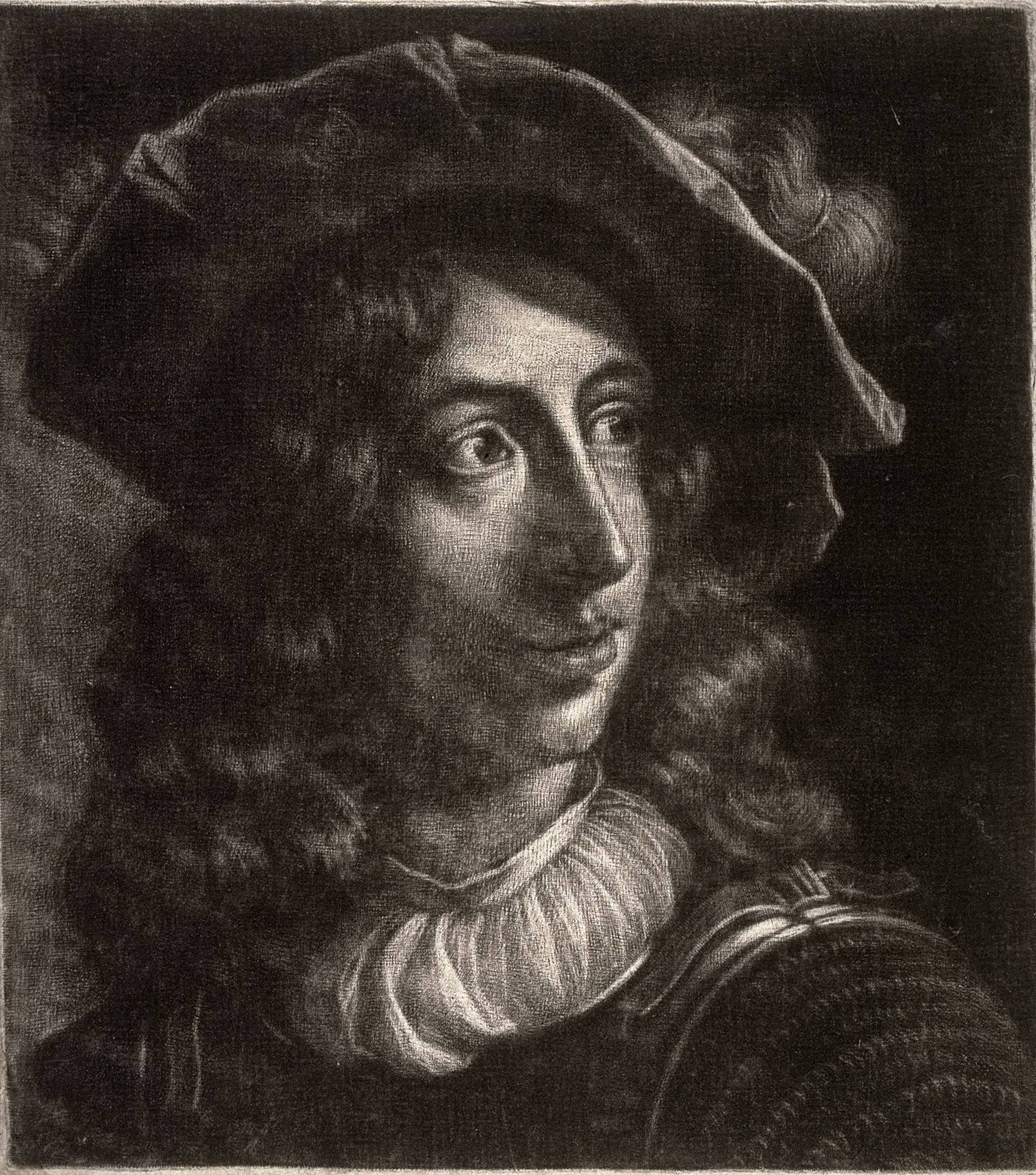
Presunto autoritratto di Ruperto realizzato con la nuova tecnica della maniera nera.

Dopo la restaurazione di Carlo II, il nuovo re permise a Ruperto di tornare in Inghilterra, dove il principe entrò a far parte del Consiglio Privato reale. Non prese più parte a battaglie terrestri ma, come George Monck e Robert Blake, giocò un ruolo di primo piano nella conduzione delle guerre navali contro i Paesi Bassi. Durante la seconda guerra anglo-olandese Carlo II Stuart lo nominò comandante supremo della flotta inglese e nel giugno 1666 Ruperto conseguì una vittoria nella battaglia di St James's Day. Un anno prima, nel 1665, aveva sconfitto gli olandesi nella battaglia di Lowestoft. Infine, nella terza guerra anglo-olandese riuscì ad impedire la completa distruzione delle flotte inglese e francese dopo la disfatta della battaglia di Sole Bay del 1672.
Nel 1670 Ruperto divenne il primo Governatore della Hudson's Bay Company (HBC), dopo che aveva finanziato le spedizioni esplorative di Pierre-Esprit Radisson e di Médard Chouart des Groseilliers. Grazie a questa carica ottenne il comando della vasta area nota in seguito come Terra di Rupert, nel Nord America. Infine, per i suoi meriti, fu nominato Lord High Admiral, carica che tenne sino al 1679, anno in cui si ritirò a vita privata.

### Gli ultimi anni
Durante gli ultimi anni della sua vita, dopo essersi ritirato a vita privata, Ruperto poté dedicarsi alle sue passioni: le scienze matematiche e la pittura. In particolare è ricordato per essere colui che ha utilizzato per la prima volta in Inghilterra la tecnica della maniera nera, un tipo di stampa. Ad inventarla e ad utilizzarla la prima volta in assoluto era stato nel 1642 Ludwig von Siegen, un ufficiale tedesco artista dilettante. Malgrado Ruperto non abbia mai incontrato von Siegen, è probabile che abbia appreso questa tecnica tramite suo cugino Guglielmo VI d'Assia-Kassel, Langravio d'Assia e protettore di von Siegen. È infatti giunti sino a noi il carteggio fra Ruperto e Guglielmo nel quale i due cugini si scambiano notizie su tecniche pittoriche. Fu sepolto a Westminster, nella cripta posta sotto il monumento della sua bisnonna Maria Stuart, dove è sepolta anche sua madre, Elisabetta Stuart.

## Ascendenza
|                                            |                             |                                 | Genitori                          |  |  | Nonni |  |  | Bisnonni                                   |  |  | Trisnonni                   |  |
|                                            |                             |                                 |                                   |  |  |       |  |  | Ludovico VI Wittelsbach, Elettore Palatino |  |  | Federico III del Palatinato |  |
|                                            |                             |                                 |                                   |  |  |       |  |  | Ludovico VI Wittelsbach, Elettore Palatino |  |  | Federico III del Palatinato |  |
|                                            |                             | Maria di Brandeburgo-Kulmbach   |                                   |  |  |       |  |  | Ludovico VI Wittelsbach, Elettore Palatino |  |  |                             |  |
| Federico IV Wittelsbach, Elettore Palatino |                             |                                 |                                   |  |  |       |  |  | Ludovico VI Wittelsbach, Elettore Palatino |  |  |                             |  |
|                                            |                             | Elisabetta d'Assia              | Filippo I d'Assia                 |  |  |       |  |  |                                            |  |  |                             |  |
|                                            |                             | Elisabetta d'Assia              | Filippo I d'Assia                 |  |  |       |  |  |                                            |  |  |                             |  |
|                                            |                             | Elisabetta d'Assia              | Cristina di Sassonia              |  |  |       |  |  |                                            |  |  |                             |  |
| Federico V Wittelsbach, Elettore Palatino  |                             | Elisabetta d'Assia              |                                   |  |  |       |  |  |                                            |  |  |                             |  |
|                                            |                             | Guglielmo I d'Orange            | Guglielmo I di Nassau-Dillenburg  |  |  |       |  |  |                                            |  |  |                             |  |
|                                            |                             | Guglielmo I d'Orange            | Guglielmo I di Nassau-Dillenburg  |  |  |       |  |  |                                            |  |  |                             |  |
|                                            |                             | Guglielmo I d'Orange            | Giuliana di Stolberg-Wernigerode  |  |  |       |  |  |                                            |  |  |                             |  |
| Luisa Giuliana d'Orange-Nassau             |                             | Guglielmo I d'Orange            |                                   |  |  |       |  |  |                                            |  |  |                             |  |
|                                            |                             | Carlotta di Borbone-Montpensier | Luigi III di Montpensier          |  |  |       |  |  |                                            |  |  |                             |  |
|                                            |                             | Carlotta di Borbone-Montpensier | Luigi III di Montpensier          |  |  |       |  |  |                                            |  |  |                             |  |
|                                            |                             | Carlotta di Borbone-Montpensier | Jacqueline de Longwy              |  |  |       |  |  |                                            |  |  |                             |  |
| Ruperto del Reno                           |                             | Carlotta di Borbone-Montpensier |                                   |  |  |       |  |  |                                            |  |  |                             |  |
|                                            | Enrico Stuart, Lord Darnley | Matthew Stuart                  |                                   |  |  |       |  |  |                                            |  |  |                             |  |
|                                            | Enrico Stuart, Lord Darnley | Matthew Stuart                  |                                   |  |  |       |  |  |                                            |  |  |                             |  |
|                                            | Enrico Stuart, Lord Darnley | Margaret Douglas                |                                   |  |  |       |  |  |                                            |  |  |                             |  |
| Giacomo I d'Inghilterra                    | Enrico Stuart, Lord Darnley |                                 |                                   |  |  |       |  |  |                                            |  |  |                             |  |
|                                            |                             | Maria Stuart, regina di Scozia  | Giacomo V di Scozia               |  |  |       |  |  |                                            |  |  |                             |  |
|                                            |                             | Maria Stuart, regina di Scozia  | Giacomo V di Scozia               |  |  |       |  |  |                                            |  |  |                             |  |
|                                            |                             | Maria Stuart, regina di Scozia  | Maria di Guisa                    |  |  |       |  |  |                                            |  |  |                             |  |
| Elisabetta Stuart                          |                             | Maria Stuart, regina di Scozia  |                                   |  |  |       |  |  |                                            |  |  |                             |  |
|                                            |                             | Federico II di Danimarca        | Cristiano III di Danimarca        |  |  |       |  |  |                                            |  |  |                             |  |
|                                            |                             | Federico II di Danimarca        | Cristiano III di Danimarca        |  |  |       |  |  |                                            |  |  |                             |  |
|                                            |                             | Federico II di Danimarca        | Dorotea di Sassonia-Lauenburg     |  |  |       |  |  |                                            |  |  |                             |  |
| Anna di Danimarca                          |                             | Federico II di Danimarca        |                                   |  |  |       |  |  |                                            |  |  |                             |  |
|                                            |                             | Sofia di Meclemburgo-Güstrow    | Ulrico III di Meclemburgo-Güstrow |  |  |       |  |  |                                            |  |  |                             |  |
|                                            |                             | Sofia di Meclemburgo-Güstrow    | Ulrico III di Meclemburgo-Güstrow |  |  |       |  |  |                                            |  |  |                             |  |
|                                            |                             | Sofia di Meclemburgo-Güstrow    | Elisabetta di Danimarca           |  |  |       |  |  |                                            |  |  |                             |  |
|                                            |                             | Sofia di Meclemburgo-Güstrow    |                                   |  |  |       |  |  |                                            |  |  |                             |  |